# 長栄 (草加市)
長栄（ちょうえい）は、埼玉県草加市の町名。現行行政地名は、長栄一丁目から四丁目。郵便番号は340-0051。

## 地理
草加市の西部に位置する。区画整理が実施され、主に住宅地となっている。北部を綾瀬川が流れる。

## 沿革
- 1889年（明治22年）4月1日 町村制施行により、九左衛門新田、長右衛門新田、清右衛門新田、新兵衛新田、金右衛門新田、篠葉村、東中曽根村、槐戸村、善兵衛新田が合併し北足立郡新田村が成立、新田村大字長右衛門新田となる。
- 1958年（昭和33年）11月1日 - 市制が施行され、同時に草加町大字長右衛門新田から長栄町に町名変更[4]。
- 2014年（平成26年）11月22日 - 区画整理の完了により、長栄一丁目から四丁目に変更[5]。同日新栄、清門も地名変更している。

## 世帯数と人口
2017年（平成29年）10月1日現在の世帯数と人口は以下の通りである。
| 丁目       | 世帯数    | 人口    |
| ---------- | --------- | ------- |
| 長栄一丁目 | 582世帯   | 1,602人 |
| 長栄二丁目 | 874世帯   | 2,173人 |
| 長栄三丁目 | 635世帯   | 1,646人 |
| 長栄四丁目 | 460世帯   | 1,214人 |
| 計         | 2,551世帯 | 6,635人 |

## 小・中学校の学区
市立小・中学校に通う場合、学区は以下の通りとなる。
| 丁目       | 番地 | 小学校             | 中学校             |
| ---------- | ---- | ------------------ | ------------------ |
| 長栄一丁目 | 全域 | 草加市立長栄小学校 | 草加市立新田中学校 |
| 長栄二丁目 | 全域 | 草加市立清門小学校 | 草加市立新栄中学校 |
| 長栄三丁目 | 全域 | 草加市立清門小学校 | 草加市立新栄中学校 |
| 長栄四丁目 | 全域 | 草加市立新栄小学校 | 草加市立新栄中学校 |

## 交通

### 鉄道
地区内に鉄道は敷設されていない。東武伊勢崎線（東武スカイツリーライン）新田駅、武蔵野線・埼玉高速鉄道戸塚安行駅からほど近い。

### 道路
- 国道4号草加バイパス
- 埼玉県道161号越谷川口線
- 川戸通り

## 施設
- 草加市立新田中学校
- 草加市立長栄小学校
- 草加警察署長栄交番
- 長栄町会館
- 天満宮
- 松森稲荷神社
- 長栄中央公園
- 長栄大沼公園
- 長栄西公園